# 직권남용 (미국)
직권 남용 또는 권위 남용은 " 직무상의 불법 행위 " 또는 "공무원의 권력 남용"의 형태로 공무 수행에 영향을 미치는 불법 행위를 지칭한다. 공직상 불법 행위는 법률이나 소환투표제에 의해 선출된 공무원을 해임할 정당한 사유가 된다.
미국에서는 최소 5명의 연방 관리에 대한 탄핵소추안에서 권력 남용이 거론되어 왔다. 그들 중 두 명(조지 잉글리시 판사와 리처드 닉슨 대통령)은 상원에서 재판이 열리기 전에 사임했고, 다른 두 명은 상원에서 무죄를 선고받았다. 도널드 트럼프 대통령에 대한 첫 번째 탄핵심판은 두 개의 탄핵조항 모두에 대해 무죄를 선고받았으며, 그 중 하나는 직권남용 혐의였다. 일리노이주의 Rod Blagojevich 주지사는 2009년 일리노이주 상원에서 권력 남용의 혐의를 포함한 범죄로 탄핵되었고 만장일치로 공직에서 물러나게 되었다.

## 제도 남용
제도 남용은 제도상 보장되어있는 권력을 남용하여 대개 어린이 또는 노년층을 학대하는 것이다. 여기에는 방치, 신체적 및 성적 학대와 같은 가정 아동 학대부터, 기준에 크게 못미치는 수준으로 작동하는 지원 프로그램에 대하여 불공정한 방법으로 시정하려는 행위 등 다양한 형태로 나타난다.

## 미국 공무원들의 탄핵

### 제임스 펙
James H. Peck 연방 판사는 권력 남용 혐의로 1830년 미국 하원 에서 탄핵되었다 . Peck은 한 남자가 그를 공개적으로 비판하자, 법원 모독죄를 이유로 그를 투옥시켰다. 1831년 미국 상원에서 판단한 결과 21명은 유죄, 22명은 무죄로 그에게 무죄를 선고했다.

### 찰스 스웨인
Charles Swayne 연방 판사는 1904년 미국 하원에서 탄핵되었다. 그는 허위 여행 증표 제출, 개인 철도 차량의 불법사용, 변호사 2명에 대하여 불법적인 투옥명령, 자신의 지역구 외부에서 거주한 혐의로 기소되었다. 그는 1905년 미국 상원 에서 무죄를 선고받았다. Swayne이 그에 대해 기소된 일부 범죄에 대해 유죄임은 명확해 보였다. 실제로, 그의 변호인은 실수를 "부주의한" 것이라고 표현하면서도 많은 것을 인정했다. 그러나 상원은 스웨인의 행동이 "중범죄 및 경범죄"에 해당한다고 판단하지 않았기 때문에 유죄 판결을 거부했다.

### 조지 잉글리쉬
George W. English 연방 판사는 1926년 미국 하원 에서 탄핵되었으나 미국 상원 에서 재판을 받기 전에 사임했다. 탄핵소추 5개 조항 중 하나는 "폭정과 억압, 공직권 남용" 과 관련되어있다. 하원은 306 대 60의 투표로 탄핵을 가결했지만 잉글리쉬의 사임에 따라 기소가 기각되었다. 또한 그는 변호사와 소송 당사자를 학대한 혐의로 기소되기도 하였다.

### 리처드 닉슨
리처드 닉슨 대통령은 하원의 법사위원회가 탄핵안을 승인하기로 결의한 후 탄핵투표를 시작하기 전에 사임했다. 세 가지 탄핵 조항 중 제2조는 닉슨을 권력 남용 혐의로 기소했다.
또한 이 조항은 대통령에 대한 위와 같은 혐의를 입증하기 위해 위법 행위 혐의의 5가지 구체적인 사례를 인용했다.
제2조에 대한 투표는 정당간의 구분에 구애받지 않았다. 즉 공화당 의원 17명 중 7명이 미국 대통령 탄핵을 결정하는 자리에서 민주당 의원 21명 전원과 뜻을 일치했다.

### 로드 블라고예비치
Rod Blagojevich는 권력 남용과 부패 혐의로 2009년 일리노이 주지사에서 탄핵 및 해임되었다. Blagojevich는 "사적 이익을 얻기 위한 불법적인 행위"를 포함하여, 직권을 남용하여 상원의 공석을 채우는 등 비리 혐의로 기소되었다. 일리노이주 하원은 Blagojevich의 권력 남용을 탄핵하기 위해 투표한 결과 114 대 1(3개 기권)의 결과를 보였다. 일리노이주 상원은 그를 해임안에 대하여 59대 0으로 투표했다.

### 도널드 트럼프
도널드 트럼프 대통령은 2019년 12월 18일 미국 하원에서 탄핵소추안을 받았다. 하원에서 이루어진 직권남용 혐의에 대한 투표 결과는 찬성 230표, 반대 197표, 기권 1표였다. 찬성측은 3명의 하원 민주당원과 1명의 무소속을 제외한 모두였으며, 반대측은 모두 하원 공화당원과 2명의 민주당원이었다.(기권표는 Tulsi Gabbard 의원의 것이었다.) 2020년 2월 5일 이루어진 상원 재판에서는 무죄 판결로 결론지었다. 상원에서 권력 남용 혐의에 대한 무죄 가결의 결과는 반대 48표(민주당 상원의원 45명, 무소속 상원의원 2명, 공화당 상원의원 1명), 찬성 52표(공화당원 전체)였다. 탄핵소추안 2개 조항 중 1조는 직권남용혐의를 적용하고 있다.

## 다른 예시들

### 로이스 러너/IRS
2017년 10월 트럼프 행정부는 400개 이상의 보수적 성향의 비영리 단체를 대신하여 제기된 소송을 해결하기로 합의했다. 이 비영리 단체들은 국세청으로부터 금액과 관련하여 제대로 공개받지 못하는 등 차별을 받았다고 주장했다. 특히 원고측 변호인은 이 금액에 대하여 "과도하게 상당한 액수"라고 논변했다. 또한 트럼프 행정부는 41개 보수 단체가 제기한 두 번째 소송에 대하여 "조사를 무의미하게 강화하여 과도한 지연"에 처한 것이 부당하다는 인정과 함께 반드시 해결하기로 합의했다.
Lois Lerner 는 2010년에서 2012년 사이에 면세자격를 원하는 단체들의 엄청난 수의 신청서를 처리하기 위한 방법으로 이러한 조치를 취했었다. 면세자격을 원하는 단체 중 상당수는 정부 운영 방식에 따르지 않으며 '티 파티'나 '애국자'라는 이름을 붙였다.

### 조 아르파이오
2010년 2월, John Leonardo 판사는 Arpaio가 "범죄 수사 감독 위원회 구성원을 표적으로 삼기 위해 자신의 권한을 남용했다"는 사실을 발견했다.
2008년 연방 대배심은 연방 수사국의 조사와 함께 Arpaio에 대한 직권 남용 혐의 조사를 시작했다. 2012년 8월 31일, 애리조나 주의 검찰청은 Arpaio의 "범죄 행위 혐의에 대한 조사를 종료한다"고 발표했다.
Arpaio는 정치적 동기와 "가짜"기소로 조사를 받았는데, 전직 미국 변호사는 이를 "완전히 용납할 수 없다"고 평가했다. 또한 Phil Gordon 피닉스 시장은 Arpaio의 혐의가 기록된 "목록"을 "테러 통치"라고 불렀다.

### 법정
서기 215년 동한 중국 에서 법정은 촉 (蜀郡)의 태수(太守) 유비(劉北)에 의해 "군무장군(揚武將軍)"으로 임명되었다. 그는 익주의 수도 청두 근처에서 행정 업무를 감독하고 유비의 수석 고문을 역임했다.
이 기간 동안 그는 관직에 임명되기 전, 자신을 멸시했던 사람들에게 이유없이 죽이는 등 사적인 복수를 위해 자신의 권력을 남용했다. 일부 관리는 유비의 또 다른 주요 고문이었던 제갈량에게 접근하여 법정의 무법 행위를 유비에게 보고하고 조치를 취할 것을 촉구했다. 그러나 제갈량은 “우리 주군이 장안 (公安)에 있을 때 조조(曹曹)의 북방 세력을 경계하고 강동의 손권(孫權)을 두려워하였다. 또한 고향에서도 손부인이 문제를 일으킬까 봐 염려했다. 당시 진퇴양난에 빠진 형세였던 것이다. 법정은 그러한 상황에서 나의 주군을 지원하였기 때문에 높은 자리에 오를 수 있었고, 그 누구도 함부로 할 수 없는 위치가 되었다. 과연 법정이 원하는 대로 행동하지 못하게 할 방도가 있겠는가?" 제갈량은 유비가 법정을 아끼고 크게 신임한다는 것을 알았기에 이 문제에 개입하기를 거부했던 것이다.

### 경찰관
독재, 또는 부패에 취약한 국가의 경찰은 직권을 남용하여 체제에 의해 보장되는 범죄행위를 저지를 수 있다.
경찰관 개인 또는 전체 경찰관이 부패한다면, 다양한 형태의 경찰 위법 행위를 나타날 수 있다. 보통 뇌물수수로는 보충되지 않는 수준으로 급여가 매우 낮은 곳에서 더 일반적이다. 경찰은 대치 상황에 과잉 대처하거나, 특정한 사람의 사람의 자백을 이끌어내기 위해 때로 부당하고 과도한 잔인성을 보이기도 한다. . 2021년 10월에 발표된 연구에 따르면, 1980년부터 2018년까지 경찰관이 저지른 폭력으로 인해 약 30,800명이 사망했다. 또한 동일한 연구에 따르면 National Vital Statistics System은 미국에서 추정되는 경찰 관련 사망숫자의 55% 이상을 잘못 분류 또는 과소 보고한 것으로 알려졌다.

## 추가 자료
- Branum, Tara L. (2002). “President or King? The Use and Abuse of Executive Orders in Modern-Day America”. 《Journal of Legislation》 28 (1): Article 1.
- Lee-Chai, Annette Y.; Bargh, John, 편집. (2001). 《The Use and Abuse of Power》. Philadelphia: Psychology Press. ISBN 1-84169-023-6.